# Iveco TurboStar
TurboStar war die Bezeichnung einer 1984 neu eingeführten Lkw-Baureihe der Firma Iveco, für die erstmals ein Großraumfahrerhaus angeboten wurde. Sie basierte auf der Iveco T-Reihe, die parallel weiter angeboten wurde. 1993 wurde sie durch den Iveco EuroStar ersetzt.

## Entwicklung
Der TurboStar wurde in nur zwei Jahren am Standort Ulm zur Serienreife entwickelt. Er war eine Evolution der T-Reihe, jedoch wurden mehr als 2000 Komponenten gegenüber dieser verändert. Die ersten Versuche mit dem TurboStar begannen im September 1982. Eine von Iveco in Auftrag gegebene, breit angelegte Studie mit mehr als 2000 befragten internationalen LKW-Fahrern hatte im selben Jahr gezeigt, dass einer der wichtigsten Faktoren bei der Wahl eines neuen LKW der Fahrerhauskomfort sei. Daher legte Iveco besondere Sorgfalt auf die Überarbeitung der Kabine und Bedienfreundlichkeit sowie der Verringerung von Schwingungen und Geräuschen.
Versuche im Windkanal des Fiat-Forschungszentrums Orbassano hatten zu einer aerodynamisch günstig geformten Kabine (Cw-Wert 0,53) geführt. Die optionalen Dachspoiler waren höhenverstellbar und konnten auf die Größe des Anhängers abgestimmt werden.
Im Juli 1984 übergab Iveco die ersten 190 Testfahrzeuge der Baureihe TurboStar an die Presse; im September veröffentlichte die italienische Fachzeitschrift tuttoTrasporti die ersten Fotos des neuen Fahrzeugs. Erstmals im Lastwagen-Bereich verwendete Iveco Silbergrau Metallic als offizielle Lackierung. Diese war zuvor lediglich speziellen Aufträgen vorbehalten.

## Produktionsort
Der TurboStar wurde im Werk in Turin als 4x2-Lastwagen und 4x2-Sattelzugmaschine produziert.
Verschiedene Aufbauhersteller rüsteten die Fahrzeuge mit einer zusätzlichen Nachlaufachse aus, so dass es auch 6x2-Varianten gab, die aber die Typbezeichnung der 4x2-Variante an der Kabine trugen.
Erst ab 1986 gab es auch werkseitig 6x2-Lastwagen und 6x2-Sattelzugmaschinen, allerdings nur mit Reihensechszylindern.
Der 240-36P 6x2 war die einzige Variante, die auch in Ulm montiert wurde.

## Ausstattung
Die Außenspiegel waren serienmäßig elektrisch verstellbar und beheizbar (Bedienung über eine aus dem Armaturenbrett herausnehmbare Kabelfernbedienung). Die Mittelkonsole verfügte über eine serienmäßige Klimaanlage und einen ausziehbaren Tisch, die Dachkonsole über zwei verstellbare Lesespots und drei Staufächer.  Rollos zum Abdunkeln des Schlafbereichs, Luftfederung, elektrische Fensterheber in beiden Türen waren ebenso serienmäßig verbaut wie zwei Liegeplätze, Nebelscheinwerfer und ein Kleiderschrank. Zu den wichtigsten Optionen gehörten Kühlschrank und Mikrowelle. Der TurboStar war damit derzeit der neue Standardmaßstab in der Branche beim Komfort.
Ab Modelljahr 1990/91 wurde eine überarbeitete Spoilervariante als Option (in erster Linie für Sattelzugmaschinen) angeboten. Diese waren länger, mit seitlicher Auskragung im Endbereich und erhielten senkrecht, hinter dem Fahrerhaus verlaufende Seitenflügel (so genannte Sideflaps), um den aerodynamischen Abschluss zum Sattelauflieger hin zu optimieren.

## Antrieb und Varianten
Zu Beginn waren zwei Motoren mit Turboladern lieferbar, die bereits 1981 in der T-Reihe Premiere feierten, für den TurboStar aber in der Leistung gesteigert wurden.
Der Reihensechszylinder (13.798 cm³) verfügte zusätzlich über Ladeluftkühlung und hatte eine Leistung von 243 kW (330 PS) gesteigert. Der V8-Zylinder (17.174 cm³) leistete 309 kW (420 PS).
Als Seriengetriebe setzte Iveco das ZF EcoSplit 16 mit 16 synchronisierten Gängen ein. Optional war der Achtzylinder mit einem Eaton-Fuller-Getriebe (13 Gänge), der Sechszylinder mit einem Eaton Twin-Splittergetriebe (12 Gänge) erhältlich. Zusätzlich bot Iveco eine die Halbautomatik SAMT von Eaton an. Ein Antiblockiersystem war anfangs optional und später serienmäßig verbaut.
1987 wurde die Leistung des 6-Zylinder-Reihenmotor mit 13.798 cm³ auf 265 kW (360 PS) gesteigert. Der Motor kam auch bei der T-Reihe zum Einsatz. 1990 wurde dessen Leistung auf 277 kW (377 PS) gesteigert.
1989 bekam das Achtzylindermodell Ladeluftkühlung und eine auf 350 kW (476 PS) gesteigerte Leistung.
1990 wurde die T-Reihe optisch an den TurboStar angeglichen und als Iveco TurboTech bezeichnet. Das Großraumfahrerhaus blieb das Alleinstellungsmerkmal des TurboStars.
Ab 1991 bis zum Auslaufen der Baureihe wurde das Sondermodell "Special HP" (HP für "High Performance") angeboten. Von den üblichen Serienfahrzeugen hob sich der "Special" durch eine in Fahrerhausfarbe lackierte Frontspoilerlippe und Felgen, serienmäßig überarbeitetem, längeren und mit Sideflaps versehenen Dachspoiler, sowie einer Chassisvollverkleidung aus geriffeltem, dunkelgrauem Kunststoff und einem Paar, über dem linken Schlafkabinenfenster angeordnete, verchromte Pressluftfanfaren ab.
Ein eigens für dieses Sondermodell kreiertes, gelbes Dekorband an Front und Türflanken, einem senkrecht an den Sideflaps angebrachten Schriftzug "SPECIAL (HP - High Performance TurboStar)" und einer wertigeren Kabinenausstattung, wie z. B. Sitze mit türkisblauem Kunstlederbezug, farblich angepasstem Matratzenbezug und dunklem Teppich zeichneten das Sondermodell überdies aus.
Erhältlich war das Sondermodell "Special" ab Werk ausschließlich als zweiachsige Sattelzugmaschine in den Farben schwarz-metallic und weiß.
Die Antriebskomponenten entsprachen der zu jener Zeit gültigen Motoren- und Getriebepalette der Serienfahrzeuge. Somit gab es den "Special" als Typ 190-38 (in Deutschland und Italien als 190-36 bezeichnet) und 190-48.
Als Höhepunkt der TurboStar-Evolution stellt der "Special" gewissermaßen auch das Abschiedsmodell dieser Fahrzeugreihe dar.